# Bacchisa mindanaonis
Bacchisa mindanaonis es una especie de escarabajo longicornio del género Bacchisa, tribu Astathini, subfamilia Lamiinae. Fue descrita científicamente por Breuning en 1959.

## Descripción
Mide 10 milímetros de longitud.

## Distribución
Se distribuye por Filipinas.